# Wiatr ryterski
Wiatr ryterski – lokalny wiatr o charakterze fenowym wiejący z południa oraz północnego zachodu w dolinie Popradu, pomiędzy Piwniczną a Starym Sączem.
Wiatr ten powstaje gdy ośrodki niskiego ciśnienia zalegają na północnym zachodzie od łańcucha Karpat nad Atlantykiem i Morzem Północnym i przemieszczają się na wschód. Na południowy wschód od Karpat obserwuje się wówczas ośrodki wysokiego ciśnienia. Wiatry te mają wszystkie cechy wiatrów spadających. Częstotliwość występowania wiatrów ryterskich jest taka sama jak częstotliwość wiatru halnego w Tatrach.
Maksimum częstotliwości występowania tych wiatrów notowane jest w okresie jesienno-zimowym, a minimum w lecie. Wiatry ryterskie cechują się dużymi prędkościami (często przekraczają 30 m/sek). Konsekwencją wiatru ryterskiego są bardzo duże spadki wilgotności powietrza, co powoduje zanik pokrywy śnieżnej w zimie, zmianę temperatury powietrza itd.
Nazwa „wiatr ryterski” w literaturze fachowej funkcjonuje od lat 50. XX wieku.